# Редковщина
Редковщина — деревня в Гдовском районе Псковской области России. Входит в состав Добручинской волости.

## География
Деревня находится в северной части Псковской области, в зоне хвойно-широколиственных лесов, к западу от автодороги 58К-096, на расстоянии примерно 13 километров (по прямой) к северо-северо-востоку (NNE) от города Гдова, административного центра района.

### Климат
Климат характеризуется как умеренно континентальный, с относительно коротким тёплым летом и продолжительной, как правило, снежной зимой. Средняя многолетняя температура самого холодного месяца (января) составляет −8°С, температура самого тёплого (июля) — +17,4°С. Среднегодовое количество осадков — 684 мм.

### Часовой пояс
Деревня Редковщина, как и вся Псковская область, находится в часовой зоне МСК (московское время). Смещение применяемого времени относительно UTC составляет +3:00.

## Население
| 2001 | 2002 | 2010 |
| ---- | ---- | ---- |
| 4    | →4   | ↘3   |

Согласно результатам переписи 2002 года, в национальной структуре населения русские составляли 100 %.